# Campeonato Asiático de Atletismo de 2015 - 1500 m masculino
A prova dos 1500 metros masculino do Campeonato Asiático de Atletismo de 2015 foi disputada no dia 3 de junho de 2015 no Wuhan Stadium em Wuhan, na China. 

## Recordes
Antes desta competição, os recordes mundiais e do campeonato nesta prova eram os seguintes:
|                       | Nome               | Nacionalidade | Tempo     | Local  | Data                |
| --------------------- | ------------------ | ------------- | --------- | ------ | ------------------- |
| Recorde mundial       | Hicham El Guerrouj | Marrocos      | 3m 26s 00 | Roma   | 14 de julho de 1998 |
| Recorde do campeonato | Kim Soon-Hyung     | Coreia do Sul | 3m 38s 60 | Manila | 1993                |
| Recorde asiático      | Rashid Ramzi       | Bahrein       | 3m 29s 14 | Roma   | 14 de julho de 2006 |

## Medalhistas
| Ouro                   | Prata                  | Bronze                  |
| Mohamad Al-Garni (QAT) | Mohammed Tiouali (BHR) | Belal Mansoor Ali (BHR) |

## Cronograma
Todos os horários são locais (UTC+8)
| Data       | Hora  | Evento |
| ---------- | ----- | ------ |
| 3 de junho | 17:25 | Final  |

## Final
A final da prova ocorreu dia 3 de julho às 17:25. 
| Posição           | Atleta                  | Nacionalidade  | Tempo   | Notas |
| ----------------- | ----------------------- | -------------- | ------- | ----- |
| Medalha de ouro   | Mohamad Al-Garni        | Catar          | 3:41.42 |       |
| Medalha de prata  | Mohammed Tiouali        | Bahrein        | 3:42.43 |       |
| Medalha de bronze | Belal Mansoor Ali       | Bahrein        | 3:43.67 |       |
| 4                 | Daiki Hirose            | Japão          | 3:43.86 |       |
| 5                 | Li Lei                  | China          | 3:45.60 |       |
| 6                 | Moslem Niadoost         | Irão           | 3:46.41 |       |
| 7                 | Wesam Al-Massri         | Palestine      | 3:47.97 |       |
| 8                 | Masaki Toda             | Japão          | 3:49.56 |       |
| 9                 | Abdullah Obaid Al-Salhi | Arábia Saudita | 3:50.00 |       |
| 10                | Chinthaka Sanjeewa      | Sri Lanka      | 3:52.68 |       |
| 11                | Le Hoai Phuong          | Vietname       | 4:09.52 |       |
| 12                | Ahmed Hassan            | Maldivas       | 4:11.37 |       |
| 13                | Augusto Soares          | Timor-Leste    | 4:13.73 |       |
| 14                | Tenzin Thinley          | Butão          | 4:24.57 |       |
| 15                | Akhyt Asyeikhan         | Mongólia       | DNS     |       |
| 15                | Abdullaziz Al-Abdi      | Iêmen          | DNS     |       |

Legenda
| Recorde mundial       | Recorde mundial (World record)               |                       | Recorde africano                      | Recorde africano (African) |                                           | Q | Classificado por posição (Qualified) |
| Recorde do campeonato | Recorde do campeonato (Championship record)  | Recorde da América    | Recorde da América (Americas)         | q                          | Classificado por melhor tempo (Qualified) |   |                                      |
| Melhor marca do ano   | Melhor marca do ano (World leading)          | Recorde asiático      | Recorde asiático (Asian)              | DNS                        | Não largou (Did not start)                |   |                                      |
| Recorde nacional      | Recorde nacional (National record)           | Recorde europeu       | Recorde europeu (European)            | DNF                        | Não terminou (Did not finish)             |   |                                      |
| Recorde pessoal       | Recorde pessoal do atleta (Personal best)    | Recorde da Oceania    | Recorde da Oceania (Oceania)          | DSQ / DQ                   | Desclassificado (Disqualified)            |   |                                      |
| Recorde da temporada  | Recorde da temporada do atleta (Season best) | Recorde sul-americano | Recorde sul-americano (South America) | NM                         | Sem marca (No mark)                       |   |                                      |